# Exposition universelle (1900)
 For alternative betydninger, se Exposition Universelle. (Se også artikler, som begynder med Exposition Universelle)
Exposition universelle var en verdensudstilling, der blev afholdt i Paris, Frankrig 1900. Udstillingen skulle fejre de teknologiske fremskridt i det 19. århundrede og fremskynde udviklingen ind i det 20.
Udstillingen varede fra 15. april til 12. november 1900. Flere end 50. millioner mennesker besøgte udstillingen, og skabte et overskud for den franske regering på 7.000.000 franc. Udstillingen indeholdt godt 76.000 udstillinger, og dækkede et område på 1,12 kvadratkilometer.
Flere kendte bygninger i Paris blev bygget til udstillingen heriblandt Paris-Gare de Lyon, Gare d'Orsay, Pont Alexandre III, Grand Palais, La Ruche og Petit Palais. Den første linje i Metro de Paris startede også under udstillingen. 
En del af udstillingen var det 2. OL i nyere tid, der var spredt ud over 5 måneder. 

## Notable Præsentationer
- Tonefilm
- Rulletrapper
- Verdens største Refraktor